# CFL Cargo Danmark

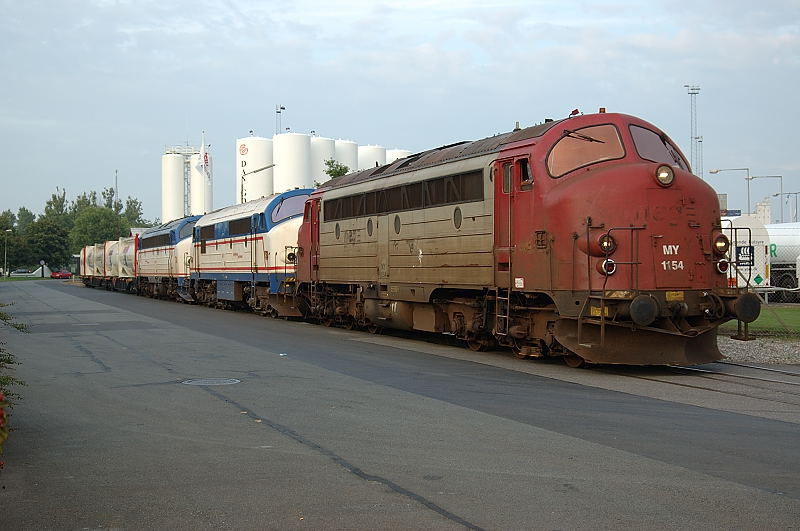
CFL Cargo Danmark met een containertrein in de haven van Fredericia

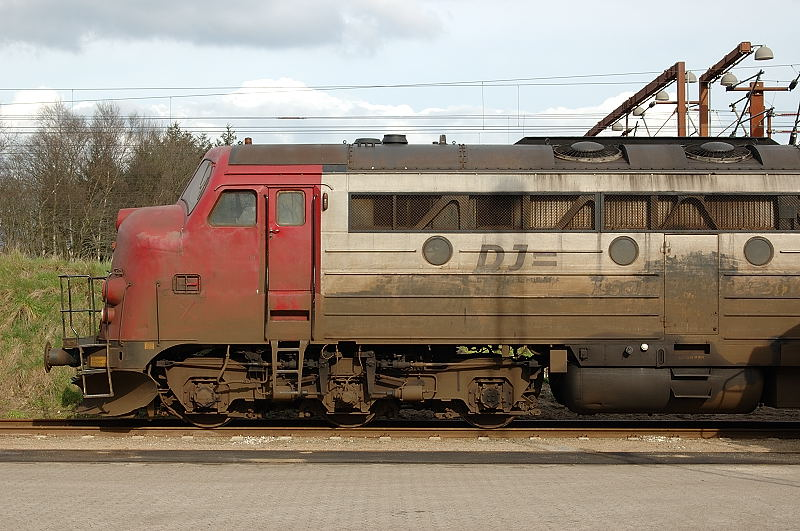
Voormalige diesellocomotief MY1158 van Dansk Jernbane (overgenomen door CFL Cargo Danmark) in Padborg

CFL Cargo Danmark (CFLC) is een private spoorwegmaatschappij in Denemarken. Het is onderdeel van het Luxemburgse CFL Cargo. Het richt zich op goederenvervoer.
CFL Cargo Danmark werd op 1 januari 2007 opgericht met de overname van Dansk Jernbane (DJ). CFL Cargo Danmark zet de activiteiten van Dansk Jernbane in het goederenvervoer in Denemarken voort. DJ werd opgericht in 2004 en was onderdeel van het Duitse spoormaatschappij NEG, dat weer een onderdeel is van het Luxemburgse CFL. Het was enkel actief in het goederenvervoer. Waar Railion Danmark zich meer ging toeleggen op het transitverkeer, wist Dansk Jernbane zich in het meer lokale goederenvervoer in Denemarken toe te leggen. DJ maakte gebruik van enkele diesellocomotieven type MY, overgenomen van het failliete TraXion. Deze locomotieven kregen een kleurstelling bestaande uit rode cabines met zilvergrijze zijwanden.

## Materieel
CFL Cargo Danmark maakt gebruik van meerdere tweedehands diesellocomotieven typen MX en MY (voorheen van de DSB), welke bij andere private spoorwegmaatschappijen overbodig zijn geraakt. In 2008 heeft CFL Cargo Danmark ook enige tijd een Luxemburgse locomotief uit de Reeks 18 van de CFL gebruikt in Denemarken. Wegens het ontbreken van het Deense beveiligingssysteem ATC mocht deze locomotief op de hoofdlijnen niet sneller dan 70 km/u rijden.
Daarnaast heeft CFL Cargo Danmark ook locomotieven van onder andere Nordjyske Jernbaner gehuurd, waarvan enkele in de zomer van 2008 door CFL Cargo Danmark zijn overgenomen.
Het materieelpark van CFL Cargo Danmark bestaat uit (stand oktober 2008):
| Nummer                 | Kleurstelling                                              | Vorige eigenaren                               |
| ---------------------- | ---------------------------------------------------------- | ---------------------------------------------- |
| 1006                   | wijnrood met gevleugeld wiel en kroon (oude DSB huisstijl) | DSB MX 1006, ØSJS Mx43                         |
| 1008                   | rood met zwart (OHJ/HTJ huisstijl)                         | DSB MX 1008, OHJ/HTJ MX 101, VL MX 101         |
| 1009                   | wit met blauw en rood (SB huisstijl)                       | DSB MX 1009, OHJ/HTJ MX 102, SB M11, NJ M11    |
| 1023                   | oranje met geel (ØSJS huisstijl)                           | DSB MX 1023, ØSJS Mx41                         |
| 1029                   | rood met zwart (OHJ/HTJ huisstijl)                         | DSB MX 1029, OHJ/HTJ MX 104, VL MX 104         |
| 1030 (niet rijvaardig) | rood met wit                                               | DSB MX 1030, TTVJ MX 1030, privaat, DJ MX 1030 |
| 1041                   | wit met blauw en rood (SB huisstijl)                       | DSB MX 1041, SB M9, NJ M9                      |
| 1146                   | wit met blauw en rood (SB huisstijl)                       | DSB MY 1146, NJ M17                            |
| 1154                   | rood met grijs (DJ huisstijl)                              | DSB MY 1154, VNJ MY 1154, DJ MY 1154           |
| 1158                   | rood met grijs (DJ huisstijl)                              | DSB MY 1158, VNJ MY 1158, DJ MY 1158           |